# Nervilia trichophylla
Nervilia trichophylla är en orkidéart som beskrevs av Noriaki Fukuyama. Nervilia trichophylla ingår i släktet Nervilia och familjen orkidéer. Inga underarter finns listade i Catalogue of Life.